# Andrée Bernard
Andrée Bernard (nascida Andree Bernard; dezembro de 1966) é uma atriz de televisão inglesa, mais conhecida por seu papel principal como Liz Burton na soap opera britânica Hollyoaks.